# Bloedbelofte
Bloedbelofte is het vierde boek in de Academicus Vampyrus-serie van de Amerikaanse auteur Richelle Mead. In het vorige boek had de hoofdpersoon Rose een pact gesloten met haar geliefde Dimitri om als een van hen Strigoi werd, de ander hem zou doden, in plaats van ze te laten loslopen als boosaardige vampier. In Bloedbelofte komt de interne strijd van Rose naar voren als ze naar Rusland reist om hem te zoeken en om zich aan haar belofte te houden.
In de eerste week na de publicatie van Bloedbelofte, kwam de serie op de New York Times-bestsellerslijst voor kinderseries, op #2, direct na de populaire Twilight-serie.

## Plot
In Bloedbelofte verlaat Rose St. Vladimir's Academy om achter Dimitri aan te gaan, die een Strigoi is geworden. Het enige wat ze weet is dat er een kans is dat hij zich ergens in Siberië bevindt  - niet erg specifiek - omdat het is waar hij oorspronkelijk vandaan kwam. Ze verblijft eerst een tijdje in Sint-Petersburg, waar ze rondhangt in clubs waarvan ze weet dat er vaak Moroi komen, in de hoop zo iets te weten te komen over een actieve Strigoi in Siberië.